# Samoa tại Thế vận hội
Samoa lần đầu tham gia Thế vận hội năm 1984, và đã liên tục có các vận động viên (VĐV) đại diện tại các kỳ Thế vận hội Mùa hè kể từ đó. Quốc gia này chưa từng dự Thế vận hội Mùa đông.
Ủy ban Olympic quốc gia của Samoa được thành lập năm 1983 và được công nhận bởi Ủy ban Olympic Quốc tế vào cùng năm.
Samoa được trao lại tấm huy chương đầu tiên của mình tại Thế vận hội Mùa hè 2008 ở Bắc Kinh khi trước đó về thứ tư nội dung +75 kg nữ môn cử tạ, do hai người giành huy chương bạc và đồng bị tước huy chương năm 2016 với việc dùng doping.

## Bảng huy chương

### Thế vận hội Mùa hè
| Thế vận hội Mùa hè  | Vàng         | Bạc | Đồng | Tổng số |
| Los Angeles 1984    | 0            | 0   | 0    | –       |
| Seoul 1988          | 0            | 0   | 0    | –       |
| Barcelona 1992      | 0            | 0   | 0    | –       |
| Atlanta 1996        | 0            | 0   | 0    | –       |
| Sydney 2000         | 0            | 0   | 0    | –       |
| Athens 2004         | 0            | 0   | 0    | –       |
| Bắc Kinh 2008       | 0            | 1   | 0    | 1       |
| Luân Đôn 2012       | 0            | 0   | 0    | –       |
| Rio de Janeiro 2016 | 0            | 0   | 0    | –       |
| Tokyo 2020          | chưa diễn ra |     |      |         |
| Paris 2024          | chưa diễn ra |     |      |         |
| Los Angeles 2028    | chưa diễn ra |     |      |         |
| Tổng số             | 0            | 0   | 0    | 0       |

### Huy chương theo môn
- Tính tới Thế vận hội Mùa hè 2016

| Môn                | Vàng | Bạc | Đồng | Tổng số |
| ------------------ | ---- | --- | ---- | ------- |
| Cử tạ              | 0    | 1   | 0    | 1       |
| Tổng số (1 đơn vị) | 0    | 1   | 0    | 1       |

## VĐV giành huy chương
| Huy chương | Tên         | Thế vận hội   | Môn thi đấu | Nội dung  |
| ---------- | ----------- | ------------- | ----------- | --------- |
| Bạc        | Ele Opeloge | Bắc Kinh 2008 | Cử tạ       | Nữ +75 kg |